# Otto Gelsted i samtale med Sven Møller Kristensen
Otto Gelsted i samtale med Sven Møller Kristensen er en portrætfilm fra 1968 instrueret af Sune Lund-Sørensen.

## Handling
I en uformel samtale, optaget februar 1967, fortæller Otto Gelsted om sig selv som digter og skribent.